# Trisecodes agromyzae
Trisecodes agromyzae är en stekelart som beskrevs av Gérard Delvare och Lasalle 2000. Trisecodes agromyzae ingår i släktet Trisecodes och familjen finglanssteklar.
Artens utbredningsområde är:
- Belize.
- Costa Rica.
- Guadeloupe.

Inga underarter finns listade i Catalogue of Life.